# Каленяк Віталій Петрович
Віта́лій Петро́вич Каленя́к (нар. 17 жовтня 1947, с. Могильне, Гайворонський район, Кіровоградська область) — заступник директора Національного музею народної архітектури та побуту України, верховний отаман Всеукраїнського козацького війська.

## Біографія
Народився в сім'ї робітників.
Українець, православний.
Після закінчення 11 класів середньої школи (1965) вступив у вище військове командне училище (закінчив у 1969), Військову академію імені Фрунзе (1979), академічні курси командирів дивізій (1980), вищі офіцерські курси «Выстрел» (1986).
1998 — закінчив Донецьку державну академію управління.
Прослужив у повітряно-десантних військах від командира парашутно-десантного взводу до командира об'єднання (1969–1994). Військове звання — генерал.
1994 — створив і очолює охоронну фірму «ВВВ».
Лютий 1997 — обраний отаманом Кальміуської паланки Українського козацтва та президентом Федерації служб безпеки офіцерів спецвійськ.
1998 — призначений генеральним хорунжим, потім 1-м заступником гетьмана Українського козацтва — головним отаманом.
У червні 1999 року об'єднав козацькі підрозділи 15 областей України і був обраний верховним отаманом Азово-Чорноморського козацького війська.
Указом Президента України від 23 січня 2001 року призначений секретарем Координаційної ради при Президентові України з питань розвитку козацтва України, від 7 липня 2005 року — верховний отаман Всеукраїнського козацького війська.
Брав участь у підготовці проекту Національної програми відродження та розвитку Українського козацтва на 2002–2005 рр.
Верховний отаман Всеукраїнського козацького війська, директор Українського військово-козацького інституту імені Великого князя Святослава, професор Міжрегіональної Академії управління персоналом, доктор економічних наук, академік.
Невдало балотувався до Верховної Ради України на виборах 2006 року від Української консервативної партії. 

## Нагороди
Нагороджений 34 нагородами, зокрема Збройних сил, Київського Патріархату, Українського козацтва, орденом Архистратига Михаїла, «За заслуги» 3-го ступеня та інші.